# 김진삼
김진삼(1977년 1월 13일 ~)은 삼성 라이온즈와 한화 이글스의 전 야구 선수다. 포항제철공업고등학교를 졸업했다.

## 등번호
- 58 (1995~1999)
- 26 (2001)

## 같이 보기
- 2001년 한화 이글스 시즌